# Cotonou X
Cotonou X è un arrondissement del Benin situato nella città di Cotonou (dipartimento del Litorale) con 45.252 abitanti (dato 2006).